# Gazeta municipală
Gazeta municipală a fost o publicație din București care a apărut în perioada interbelică cu subtitlul „săptămânal de educație și critică edilitară”. Publicația nu era finanțată de Primărie, dar era tolerată de aceasta.
Revista era de format mare (55 cm x 39 cm), cu coperți din carton, și a apărut în perioada 1932-1947. Gazeta ieșea pe piață duminica și era „câinele de pază” al Primăriei Bucureștilor. Toate deciziile acesteia erau întoarse pe toate fețele, analizate critic și, mai ales, expuse pe larg publicului.
Gazeta Municipală avea sediul în locuința esteticianului Mihail Dragomirescu, care era directorul și proprietarul acesteia, aflată în strada Epicol 16 (în prezent strada Gheorgheni), nume care fusese la început Epicur, dar pe care edilii au trebuit să-l schimbe, deoarece notabilii cartierului îl găseau indecent.
Din cauza avariilor pricinuite de bombardamentul din 4 aprilie 1944, Gazeta Municipală și-a întrerupt activitatea pentru 20 de zile, reluând-o pe 30 aprilie.
Gazeta municipalăacoperea doar întâmplările din București, iar cea mai amplă colecție în care a supraviețuit până în prezent, cea a Muzeului București, Palatul Șuțu, îndosariază numere cuprinse între 1932 și 1946.